# Хелмно (табір смерті)
52°09′15″ пн. ш. 18°43′23″ сх. д. / 52.154166666667° пн. ш. 18.723055555556° сх. д.
Хе́лмно (нім. Kulmhof, Кульмгоф; діяв у 1941—1945 рр.) — перший нацистський концентраційний табір смерті, призначений для знищення євреїв і циган, створений в окупованій Польщі. Розташовувався неподалік від міста Домбі, райхсгау Вартелянд, за 70 км на захід від міста Лодзь. Кульмгоф став першим місцем поза окупованих територій СРСР, де почався Голокост.

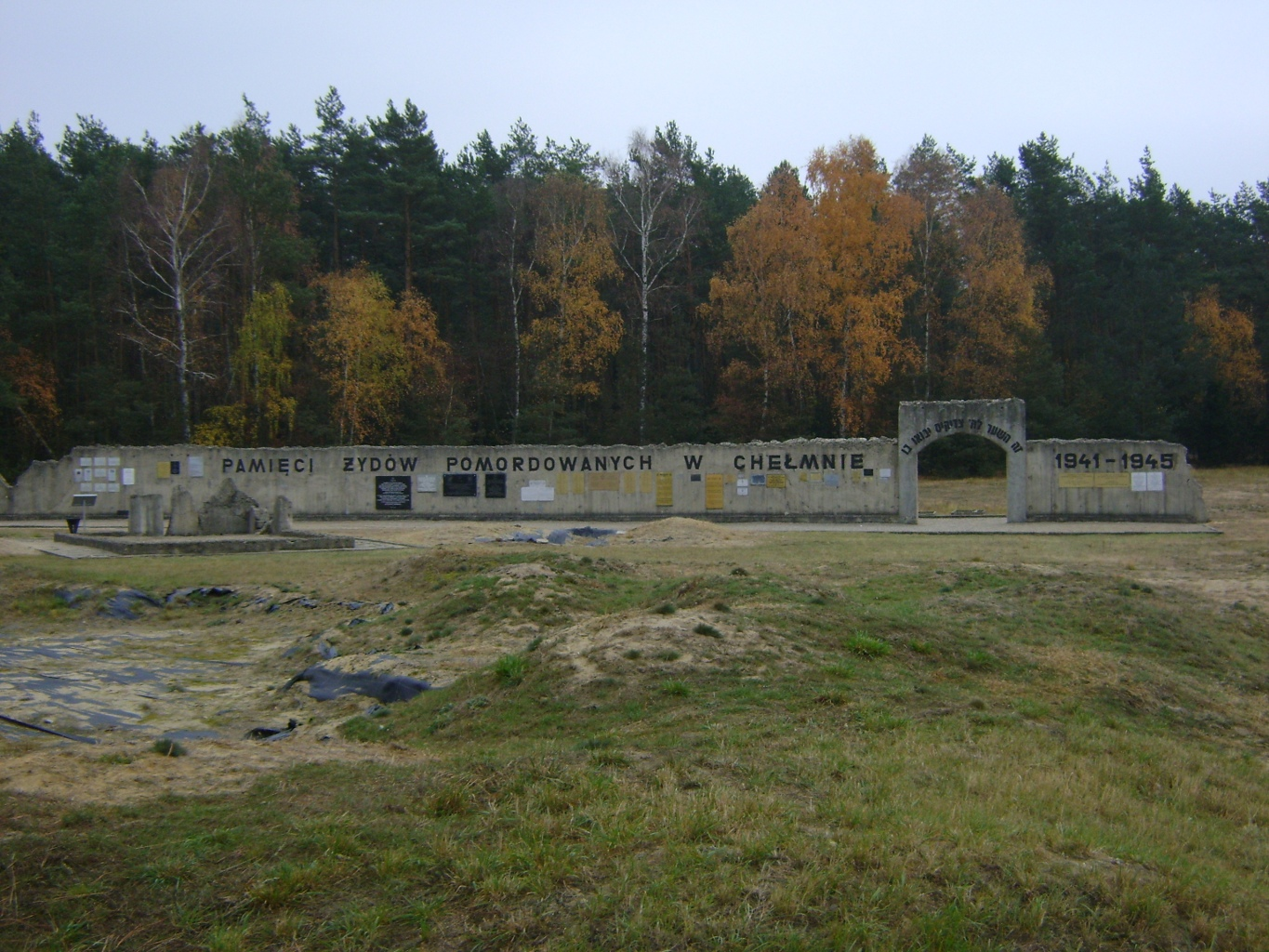
Пам'ятник на місці табору

Табір складався з двох частин, віддалених на чотири кілометри одна від одної: замку в селі Хелмно і, так званого, «лісового табору» в сусідньому Жуховському лісі.
Офіційно табір називався «Зондеркоммандо Кульмгоф», яку очолював в 1941 р. гауптштурмфюрер СС Герберт Ланге, а з березня 1942 року — гауптштурмфюрер СС Х. Ботман. Накази вони отримували безпосередньо Головного управління імперської безпеки в Берліні. Задля виконання обов’язків їм були надані 20 службовців поліції безпеки та 120 поліцай-охоронців.
Масові вбивства в Кульмгофі розпочалися 7 грудня 1941 року. Попри секретність, з табору було скоєно кілька втеч, тому про існування табору країнам-учасницям антигітлерівської коаліції стало відомо вже на початку лютого 1942 р. Загальна кількість жертв становила приблизно 320 тис. осіб, з них 98% — етнічні євреї. У повоєнні часи в Жуховському лісі польська влада встановила пам’ятник жертвам геноциду. 

## Опис
Першими жертвами табору Кульмгоф стали євреї навколишніх містечок: Коло, Домб'є, Сомпольно, Клодава, Бабяк, Демби Шляхецькі, Ковале-Панські, Ізбіца Куявська, Новіни-Брдовськ, Ґродзець. З середини січня 1942 р. розпочалося знищення євреїв з Лодзі. За 6 днів, з 16 по 21 січня, в Хелмно було вбито 10 003 євреїв; з 22 лютого по 2 квітня — 34 073; з 14 по 15 травня — 11 680; з 5 по 12 вересня — 15 859 осіб. Серед вбитих були також представники єврейської діаспори з Німеччини, Австрії, Чехословаччини та Люксембурга, що були депортовані в гетто у Лодзі. Також в Кульмгофі було знищено приблизно 5 тис. ромів, які проживали у спеціальному кварталі лодзького гетто та були депортовані у робітничі табори на околицях Вартелянда, декілька сотень поляків, звинувачених у прорадянських поглядах, та 88 чеських дітей з поселення Лідіце.

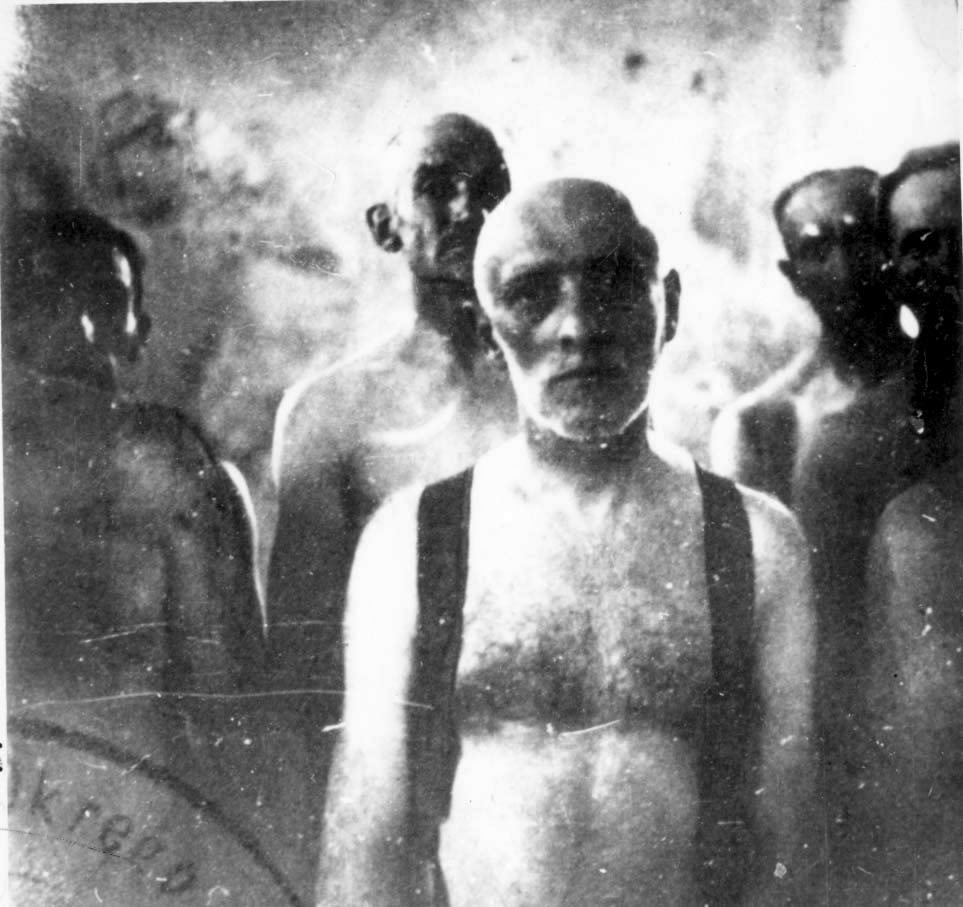
Ув'язнені концтабору Кульмгоф перед завантаженням в «газваген»

Більшість жертв привозили в товарних залізничних вагонах на станцію Поверце, звідки на вантажівках їх переправляли в замок у селищі Хелмно. Людей залишали на площі, де повідомляли про прибуття у робітничий табір, і найперше, що вони мали пройти — «санобробку». Опісля «робітників» розділяли на групи по 50 або 70 осіб і вели на перший поверх замку, де наказували зняти одяг «для дезінфекції». В’язні направлялися в тунель, де висіли вказівники з написами «До душової». У кінці тунелю стояла крита вантажівка з відчиненими задніми дверима кузова. Це була одна з трьох наявних у таборі спеціально створених вантажівок-«душогубок» виробництва заводу Рено, замаскована під вантажівку для перевезення меблів. «Душогубка» направлялася в «лісовий табір». Люди у кузові помирали від отруєння вихлопними газами, хоронили їх у братських могилах по 30—40 осіб або спалювали. Привезеним в'язням шум душогубок пояснювали роботою заводських турбін, стверджуючи що це робочий табір. Самі душогубки були замасковані під вантажівки для перевезення меблів.

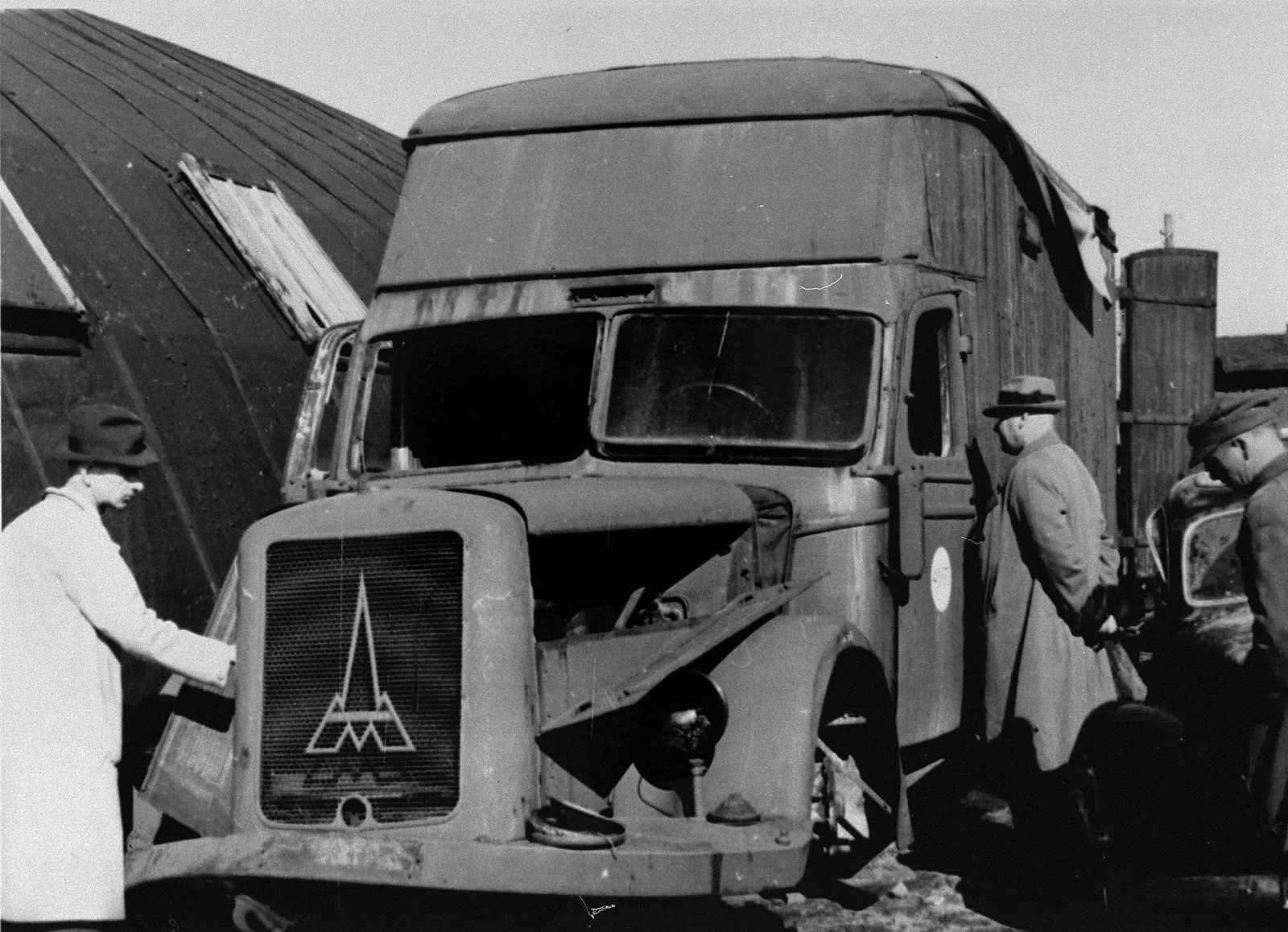
Гасваген, який використовувався в Хелмно. В багаж машини заходили люди і їх вбивали вихлопними газами. Був вигаданий євреєм під час червоного терору в СРСР

У лісі похованнями займалися групи могильників чисельністю 30—40 осіб, що були відібрані з-поміж тих самих в’язнів-євреїв. Вони цілодобово знаходилися у закритому приміщенні замку, де за ними пильно слідкували. Попри це, було здійснено багато спроб втеч, але лише двом — Міхаелю Подхлєбніку та Якову Грояновському — вдалося втекти. Я. Грояновський (ймовірно, це ім’я було не справжнє) втік у середині січня 1942 р. і наприкінці місяця дістався Варшавського гетто, де передав інформацію про масові вбивства євреїв у Хелмно підпільній єврейській організації «Онег шаббат». Свідчення були передані Армії Крайовій, яка негайно проінформувала польську владу у вигнанні.
У березні 1943 р. нацистським керівництвом було прийнято рішення про ліквідування табору. Замок у Хелмно й обидва крематорії були знищені, а персонал табору перевели у Югославію, де включили у склад дивізії «Принц Ойген», що боролася з югославськими партизанами.
Знищення євреїв в таборі Хелмно поновилось після рішення ліквідувати гетто у Лодзі. Гансу Ботману та залишкам персоналу «зондеркоммандо Кульмгоф» був наданий наказ повернутися у Хелмно. Там були збудовані два бараки площею 200 кв.м для знищення людей, слідуючи тим самим способам, що і раніше; відновлені крематорії. З 23 червня по 14 липня 1944 р. було вбито 7176 лодзьких євреїв. Але вже з середини липня 1944 р. нацисти почали транспортувати залишки людей не у Хелмно, а в Аушвіц, де продуктивність газових камер була у десять разів вище. Склад «зондеркоммандо» перевели в Лодзь, де вони почали займатися відправленням євреїв до Освенциму.
На початку вересня 1944 р. персонал табору повернувся в Хелмно, де разом з іншими підрозділами займався спаленням трупів. На цих роботах використали 50 в’язнів-євреїв. У січні 1945 р., коли до Хелмно дійшли перші частини Червоної армії, нацисти вирішили розстріляти в’язнів, але ті активно чинили опір, у результаті трьом вдалось втекти.